# Łupkowa
Łupkowa, cz. Břidličný vrch – wzniesienie o wysokości 946 m n.p.m. w Górach Złotych w Sudetach Wschodnich, leżące na granicznym grzbiecie Gór Złotych, oddzielającym Polskę od Czech.

## Położenie
Wzniesienie graniczne, położone w południowo-zachodniej części Gór Złotych, na terenie Śnieżnickiego Parku Krajobrazowego na granicy polsko-czeskiej. Wznosi się między Pośrednią, po północno-zachodniej stronie i wzniesieniem Kowadłem po południowej stronie, około 2,2 km, na południowy wschód od południowo-wschodnich obrzeży miejscowości Nowy Gierałtów.

## Fizjografia
Graniczne wzniesienie wznosi się w głównej grani granicznej w kształcie rogala o zróżnicowanej rzeźbie i ukształtowaniu z wyrazistym wierzchołkiem o dość stromych zboczach. W kierunku zachodnim stromym zboczem opada do doliny Górnej Białej Lądeckiej. Południowe grzbietowe zbocze opada wzdłuż granicy do przełęczy Piekło (czes. Sedlo Peklo (847 m n.p.m.)). Na północ zbocze nieznacznie opada do niższego o 22 m wzniesienia Pośrednia od oddzielone jest płytkim niezauważalnym w terenie siodłem. Po południowej stronie szczytu wychodnia skałek gnejsowych. Wzniesienie położone na grzbiecie głównym Gór Złotych, w całości zbudowane ze skał metamorficznych, głównie z gnejsów gierałtowskich oraz łupków krystalicznych. Na zboczach wzniesienia pośród drzew występują charakterystyczne pojedyncze skałki. Cała powierzchnia wzniesienia porośnięta jest w większości naturalnym lasem mieszanym regla dolnego, a w partiach szczytowych świerkowym regla górnego z niewielką domieszką drzew liściastych. Wzniesienie stanowi teren dziki i niecywilizowany, z rzadkimi gatunkami flory i fauny. Wzniesienie pod koniec XX wieku dotknęły zniszczenia wywołane katastrofą ekologiczną w Sudetach. Położenie wzniesienia, kształt oraz wyraźny szczyt czynią wzniesienie rozpoznawalnym w terenie.U zachodniego podnóża położona jest miejscowość Bielice oraz Chata Cyborga i Chata Trapera.

## Ciekawostki
- Zbocza wzniesienia porasta fragment naturalnego lasu mieszanego będące pozostałością gęstej puszczy, w pobliżu jego górnej granicy występuje skarłowaciały starodrzew.
- Na szczycie dwa  kamienne słupki metrowej wysokości  z wyżłobionymi na głowicach liczbami i literą W : jeden trójgraniasty, drugi czterograniasty.
- Przez wzniesienie przechodzi dział wodny III rzędu.
- Najwyższy punkt wzniesienia położony jest na obszarze Polski. Na północno-wschodniej część szczytu od granicy grzbietu leżącej na terytorium Czech położony jest drugi wierzchołek wzniesienia o wysokości 926 m n.p.m.[3].
- Według opowiadań najstarszych osadników w masywie wzniesienia Niemcy coś ukryli, tuż pod koniec II wojny światowej do Baraniego Wąwozu wjechało kilka załadowanych hitlerowskich ciężarówek. Opowiadał o tym osiadły po wojnie w Bielicach Rosjanin nazwiskiem Popow[4].
- W 1994 r. poszukiwacze skarbów prowadzili w zboczu wzniesienia legalne roboty związane z poszukiwaniem tajemniczego tunelu[5].

## Turystyka
Przez szczyt prowadzą szlaki turystyczne:
- zielony – prowadzący przez Borówkową, zamek Karpień na Śnieżnik i dalej.
- żółty – prowadzący wzdłuż granicy państwowej od wzniesienia Špičák na Przełęczy u Trzech Granic.

Do szczytu dochodzi się od Bielic drogą przez Barani Wąwóz potem zielonym szlakiem wzdłuż granicy państwa wąskim pasem pozbawionym drzew, od strony Kowadła lub od strony Rudawca przez Przełęcz u Trzech Granic i Kowadło. Wzniesieni stanowi punkt widokowy, z którego rozciąga się rozległy widok na południe na wzniesienia: Smrek, Postawna, Vozkę, Keprnik, Śnieżnik, Żmijowiec i Czarną Góręoraz na górną część Doliny Białej Lądeckiej z zabudowaniami Bielic. W kierunku północno-wschodnim widok na czeską wieś Bernartice oraz na Przedgórze Sudeckie, Otmuchów  oraz Jezioro Otmuchowskie.